# 開発途上国

国際通貨基金と国際連合による分類
先進国
開発途上国
後発開発途上国
データなし

開発途上国（かいはつとじょうこく、英: developing country）は、経済発展や工業力などの水準が先進国に比べて低く、経済成長の途上にある国を指す。発展途上国（はってんとじょうこく）、または単に途上国（とじょうこく）とも言われる。一般的には、経済協力開発機構（OECD）の開発援助委員会（DAC）が作成する「援助受取国・地域リスト」（DACリスト）第I部に記載されている国や地域が該当する。
東南アジア、南アジア、中東、アフリカ、ラテンアメリカ、NIS諸国の国々に多い。近年の急速な経済成長から新興国や新興工業経済地域と称される国がある一方で、後発開発途上国に指定される国もあり、一言で「開発途上国」と称しても国のあり方は多様である。

## 概説
1950年代以前は、後進国、未開発国などと呼ばれていたが、1958年に成立した第2次岸内閣において第7代経済企画庁長官を務めた世耕弘一が、官僚の作成した経済演説の草案に対し、「後進国」との表記が相手を見下す印象があったことからこれを別の語に置き換えるよう指示を出し、「低開発国」に修正された。
この問題意識をきっかけとし、1980年代頃から開発途上国、もしくは発展途上国という呼び方が一般的になった。呼び方の変更に伴い、低開発国という呼び方は日本では使用されなくなったが、低開発国を意味する英語表現は現在も国際連合ばかりでなく日本の外務省でも英語のままで使用されている。とりわけ、後発開発途上国を区別する文脈の中で用いられる。
開発途上国と一括りにしても大きな差がある。一般的に言われる新興国と後発開発途上国（貧困国）とでは、現況や抱える問題が違い、両者の格差は拡大傾向にある。前者では、先進国の製造業が安価な労働力を求めて進出してきたことにより、国民所得の向上、教育水準の向上が進み、国力を増大させることも多い。それに対して後者では一次産品に強く依存した経済や、戦乱や災害に伴う労働力人口の減少の影響が深刻で、その中でも才知ある人材が他国へ流出していることなど、将来の展望に不安が多い。また開発途上国の中には、人口の急増により、労働力人口に対して十分な雇用を創出できず、失業者や不完全就労者の増加に苦しむ国々も多い。このため社会問題の一角として称されている。

## 歴史
第二次世界大戦が終結して間もない1950年代前半頃までは、アメリカ合衆国およびイギリスやフランスなど西ヨーロッパや北ヨーロッパの一部の国（そのほとんどは戦勝国か中立国であった）を除いて、他の国家はどこも国民所得の水準が低かったと思われる。
また、ヨーロッパにおいては戦勝国であってもその多くが戦火に見舞われたため、自国のインフラストラクチャーの復興に経済の多くを割かれ、アジアやアフリカに持つ植民地の運営を行う余裕を持てなかったことや、これらの植民地の多くも戦火に見舞われ、戦中統治する国がめまぐるしく変わったことなどで、多くの植民地において独立の気運が高まり、戦後まもなくフィリピンやインド、パキスタンなどの多くのアジア諸国が独立を果たした。
この頃は、戦後まもなく独立を果たしたこれらのアジア諸国の平均国民所得より、戦火に見舞われなかった一部のアフリカ諸国（そのほとんどは独立していなかった）の平均国民所得のほうが高かった。
その後、ドイツや日本、イタリアなどの旧枢軸国で急速な経済成長が起きた。続いて1960年代からブラジルやメキシコ、一部の東南アジア諸国などでの経済成長が始まった。またこの頃はアフリカやアジアにおいて宗主国から独立する国が相次いだ。宗主国から独立した植民地諸国だったが、いくつかの国では内戦や同時期に独立を果たした隣国との紛争が勃発し、発展の制約となった。
1970年代、石油危機を境に資源ナショナリズムを強めた産油国が莫大なオイルマネーにより経済発展を遂げた。この頃、対外債務を生成して資本輸入による工業化を図っていたメキシコやブラジルなどが、原材料価格高騰により変調をきたし対外債務問題を発生させた。
対外債務問題は、1970年代末から1980年代初めにアメリカの金融政策により起きた世界的な金利上昇により解決不能となり、途上国諸国（特に南米諸国）は返済計画のリスケジューリングを受け、厳しい再建の時代を迎えた。
一方、直接投資を導入した東アジア・東南アジア諸国は高い経済成長を維持。1980年代に本格化する日本企業の工場移転などで急速に工業化が進んだ。金利を高めに維持して、外資を導入し資本蓄積をすすめる成長システムは世界から注目を集めた。しかし、1990年代半ばにアメリカがドル高政策を行い、同様の成長システムへと転換したことから競合が起き、1997年には大幅な通貨切り下げに見舞われ成長システムは破綻した（アジア通貨危機）。
1970年代始め頃からはソ連の経済成長が鈍化したものと考えられており、東欧の衛星諸国も成長鈍化に見舞われたものと思われる。1980年代末に東欧革命が連続的に起き、欧州を東西に分けていた壁が消滅した時点においては、西欧諸国と決定的に経済格差が生まれていた。

## 開発途上国・地域のリスト
以下のリストは、世界銀行によって開発途上国と評価された国（一部地域）である。
東アジア・太平洋
- アメリカ領サモア
- カンボジア[注釈 4]
- 中華人民共和国
- フィジー
- インドネシア
- キリバス[注釈 4]
- 朝鮮民主主義人民共和国
- ラオス[注釈 4]
- マレーシア
- マーシャル諸島
- ミクロネシア連邦
- モンゴル
- ミャンマー[注釈 4]
- ナウル
- パプアニューギニア
- フィリピン
- サモア[注釈 5]
- ソロモン諸島[注釈 4]
- タイ
- 東ティモール[注釈 4]
- ツバル[注釈 4]
- トンガ
- バヌアツ[注釈 6]
- ベトナム

ヨーロッパ・中央アジア
- アルバニア
- アルメニア
- アゼルバイジャン
- ベラルーシ
- ボスニア・ヘルツェゴビナ
- ブルガリア
- ジョージア
- カザフスタン
- コソボ
- キルギス
- モルドバ
- モンテネグロ
- 北マケドニア
- ルーマニア
- ロシア
- セルビア
- タジキスタン
- トルコ
- トルクメニスタン
- ウクライナ
- ウズベキスタン

ラテンアメリカ・カリブ海地域
- ベリーズ
- ボリビア
- ブラジル
- コロンビア
- コスタリカ
- キューバ
- ドミニカ国
- ドミニカ共和国
- エクアドル
- エルサルバドル
- グレナダ
- グアテマラ
- ガイアナ
- ハイチ[注釈 4]
- ホンジュラス
- ジャマイカ
- メキシコ
- ニカラグア
- パラグアイ
- ペルー
- セントルシア
- セントビンセント・グレナディーン
- スリナム
- ベネズエラ

中東・北アフリカ
- アルジェリア
- ジブチ[注釈 4]
- エジプト
- イラン
- イラク
- ヨルダン
- レバノン
- リビア
- モロッコ
- シリア
- チュニジア
- パレスチナ
- イエメン[注釈 4]

南アジア
- アフガニスタン[注釈 4]
- バングラデシュ[注釈 4]
- ブータン[注釈 7]
- インド
- モルディブ[注釈 8]
- ネパール[注釈 4]
- パキスタン
- スリランカ

サブサハラアフリカ
- アンゴラ[注釈 4]
- ベナン[注釈 4]
- ボツワナ[注釈 9]
- ブルキナファソ[注釈 4]
- ブルンジ[注釈 4]
- カメルーン
- カーボベルデ[注釈 10]
- 中央アフリカ共和国[注釈 4]
- チャド[注釈 4]
- コモロ[注釈 4]
- コンゴ民主共和国[注釈 4]
- コンゴ共和国
- コートジボワール
- 赤道ギニア[注釈 11]
- エリトリア[注釈 4]
- エスワティニ
- エチオピア[注釈 4]
- ガボン
- ガンビア[注釈 4]
- ガーナ
- ギニア[注釈 4]
- ギニアビサウ[注釈 4]
- ケニア
- レソト[注釈 4]
- リベリア[注釈 4]
- マダガスカル[注釈 4]
- マラウイ[注釈 4]
- マリ[注釈 4]
- モーリタニア[注釈 4]
- モーリシャス
- モザンビーク[注釈 4]
- ナミビア
- ニジェール[注釈 4]
- ナイジェリア
- ルワンダ[注釈 4]
- サントメ・プリンシペ[注釈 4]
- セネガル[注釈 4]
- シエラレオネ[注釈 4]
- ソマリア[注釈 4]
- 南アフリカ共和国
- 南スーダン[注釈 4]
- スーダン[注釈 4]
- タンザニア[注釈 4]
- トーゴ[注釈 4]
- ウガンダ[注釈 4]
- ザンビア[注釈 4]
- ジンバブエ

## 問題
アメリカ合衆国はWTO（世界貿易機関）で「発展途上国」として優遇措置を受けている国家で、メキシコ、韓国、トルコといったG20・OECD加盟国、ブルネイ、香港、クウェート、マカオ、カタール、シンガポール、アラブ首長国連邦の購買力平価ベースで一人当たりの国内総生産で世界トップ10のうち7つ、36中3のOECD諸国を超える対外投資とGDP・軍事費世界2位の中国を実際の経済状況を考慮すると上記12ヵ国・地域という途上国というには豊かなところが発展途上国の優遇で恩恵を受け続けるのは世界貿易に弊害があるので除外するWTOの改革を要求している。アメリカは上記の国・地域をWTOの規則に基づく最も基本的な規則を遵守しないための言い訳として開発途上国の地位を使用していると批判している。
また、中国は国連加盟国の7割も占める発展途上国の投票ブロックであるG77プラス中国を通じて「発展途上国の代表」という立場を利用してWTOなどで国際的な影響力を行使してきたことが指摘されている。